# Terespol (rejon nieświeski)
Terespol (biał. Церасполле, Cieraspolle; ros. Терасполье, Tieraspolje) – wieś na Białorusi, w obwodzie mińskim, w rejonie nieświeskim, w sielsowiecie Snów, przy linii kolejowej Moskwa - Mińsk - Brześć.

## Historia
W dwudziestoleciu międzywojennym folwark leżący w Polsce, w województwie nowogródzkim, w powiecie nieświeskim, w gminie Snów. W 1921 miejscowość liczyła 62 mieszkańców, zamieszkałych w 4 budynkach, w tym 40 Białorusinów, 21 Polaków i 1 osobę innej narodowości. 41 mieszkańców było wyznania prawosławnego i 21 rzymskokatolickiego.
Po II wojnie światowej w granicach Związku Sowieckiego. Od 1991 w niepodległej Białorusi.